# Dos Netes (departament)
|  | Per a altres significats, vegeu «Nete». |

Els Dos Netes o en francès Deux Nèthes és un dels departaments francesos fora de la França actual, creat durant l'ocupació francesa el 1793 que va existir fins al 1814. La capital n'era Anvers. Comprenia parts del ducat de Brabant i del Marquesat d'Anvers i uns pobles del comtat de Flandes (Bornem i Sint-Amands). El seu nom prové dels dos braços del riu Nete que rega una gran part del territori. Després del cop d'estat del 18 de Brumari de Napoleó Bonaparte el departament va ser dirigit per un consell nomenat directament per Napoleó (la majoria eixien de velles famílies nobles). El consell no tenia gaire poder, i quasi tot el poder era concentrat en la persona del perfecte, que sota el manamaent imperial, intrduïa la política centralitzadora, decidida des de París.
El 1815, després del congrés de Viena, el tractat de París va atorgar el territori al Regne Unit dels Països Baixos. Guillem I dels Països Baixos va mantenir les divisisions administratives franceses, però va preferir el nom amb reminiscència a l'antic règim de província d'Anvers. El 1830, va escindir-se i la part meridional va esdevenir belga i mantenir el nom de província d'Anvers, la part septentrional va esdevenir Brabant del Nord.
El 1809 tenia una superfície de 2854 km² i 147 municipis i el 1812 tenia 253.981 habitants. Després de l'annexió de Breda, el departament 1812 tenia 4154 km² i 367.000 habitants i era subdividit en 24 cantons i quatre arrondissements.
1. Antwerpen: amb els cantons Antwerpen, Brecht, Ekeren, Kontich, Wilrijk i Zandhoven.
2. Breda: amb els cantons Bergen op Zoom, Breda, Ginneken, Oosterhout, Oudenbosch, Roosendaal i Zevenbergen.
3. Mechelen amb els cantons Duffel, Heist-op-den-Berg, Lier, Mechelen i Puurs
4. Turnhout amb els cantons Arendonk, Herentals, Hoogstraten, Mol, Turnhout i Westerlo.

## Prefectes
1800-1805: Charles Joseph Fortuné d'Herbouville
1805-1809: Charles Cochon de Lapparent
1809-1812: Marc-René de Voyer de Paulmy d'Argenson
1812-1814: Jacques-Fortunat Savoye-Rollin